# Krzyżanowice (stacja kolejowa)
Krzyżanowice – stacja kolejowa położona we wsi Krzyżanowice, w powiecie raciborskim, w województwie śląskim.

## Ruch pasażerski
| Rok  | Wymiana pasażerska na dobę |
| ---- | -------------------------- |
| 2017 | 0-9                        |
| 2022 | 10-19                      |

## Galeria

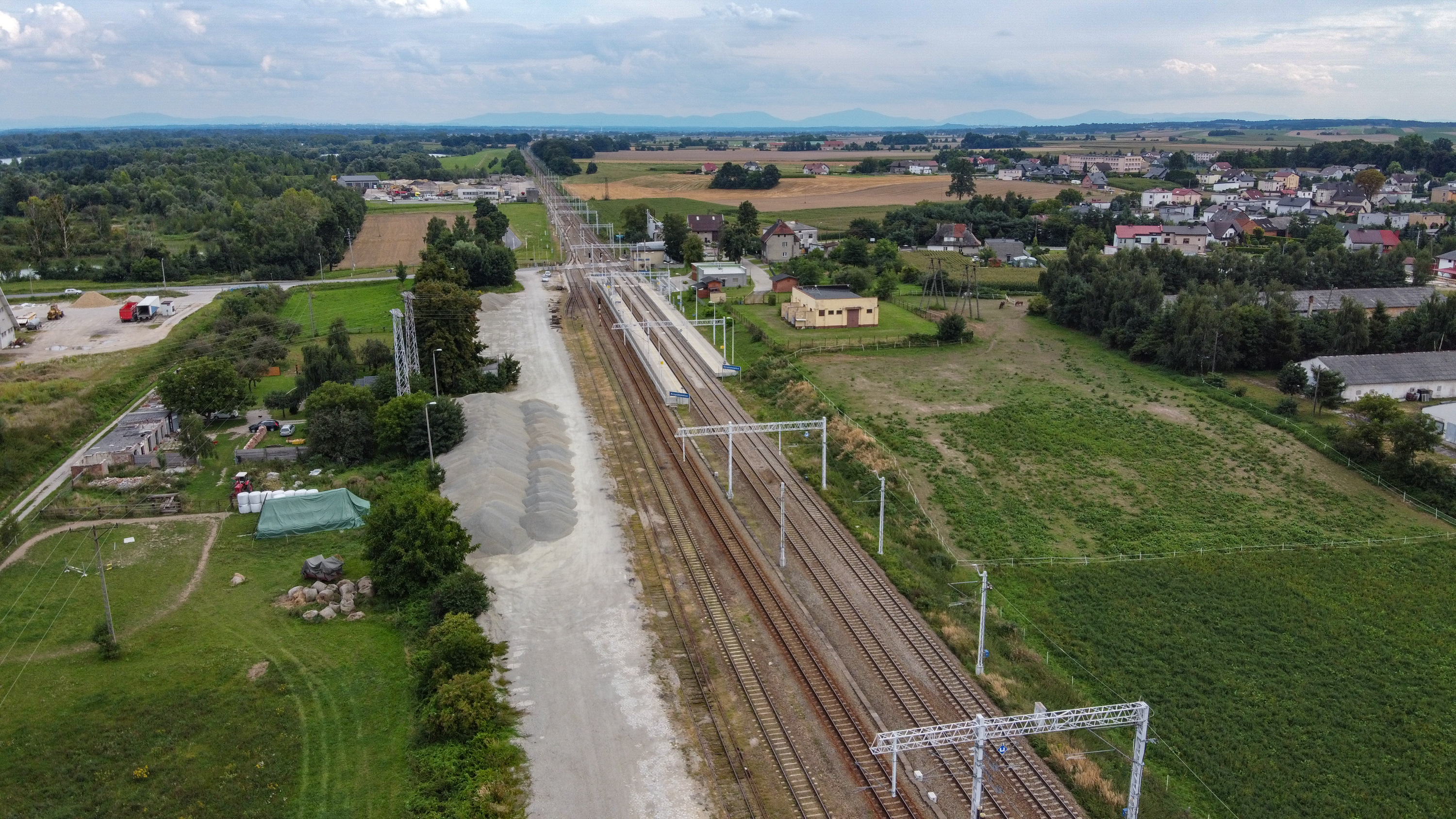
Krzyżanowice (widok od str. zbiornika Racibórz Dolny), 2021
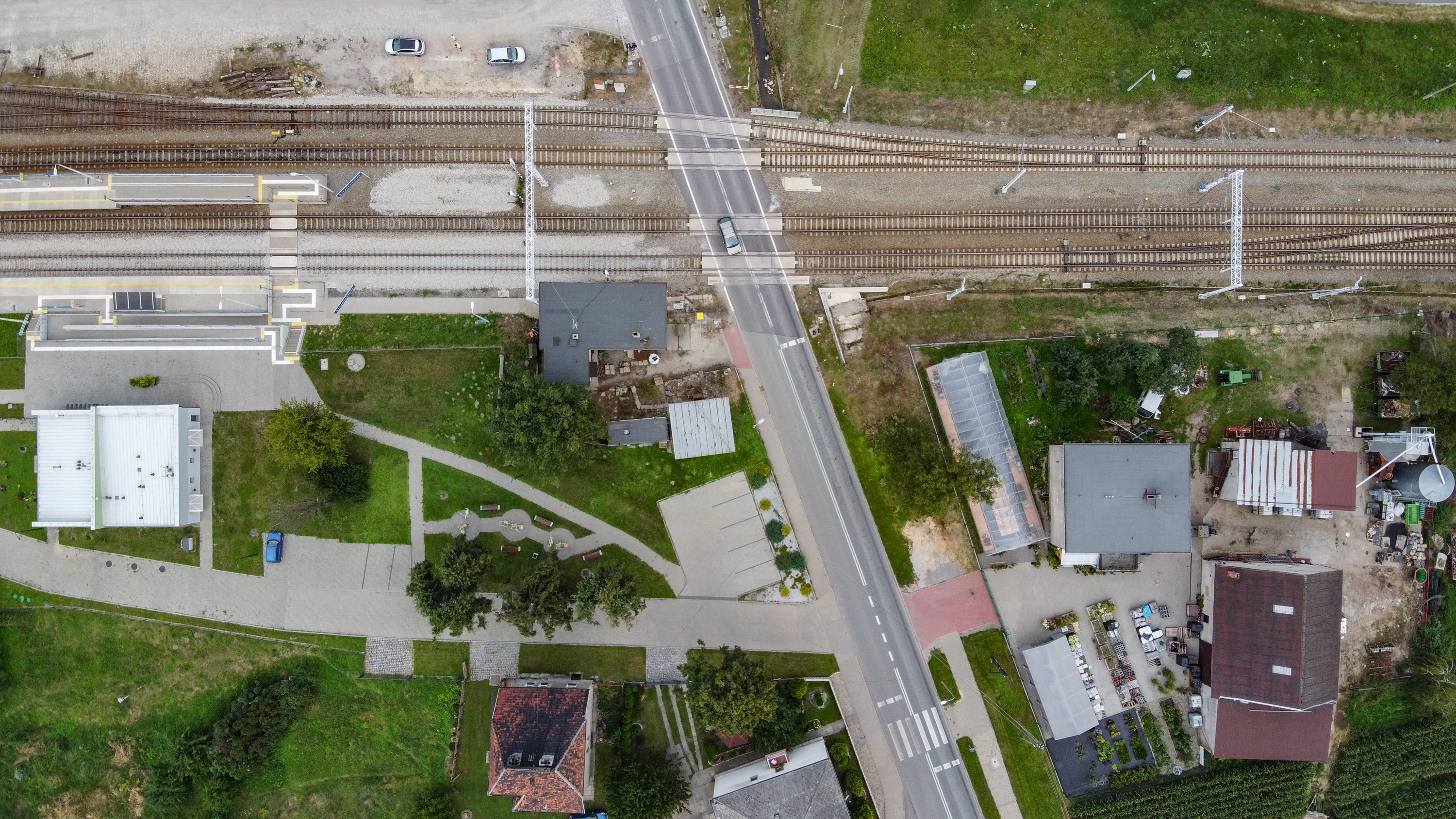
Krzyżanowice (widok od góry), 2021
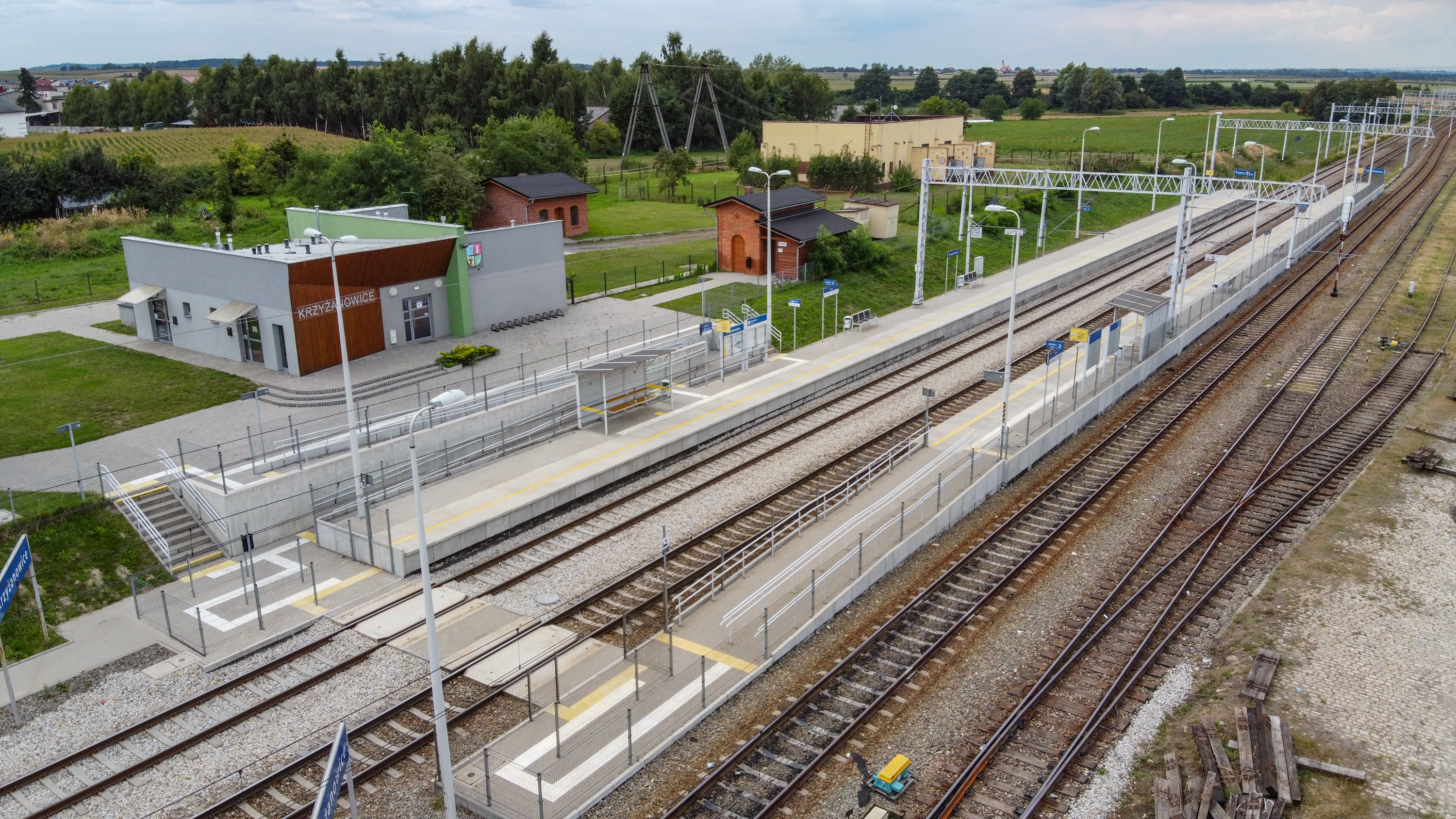
Krzyżanowice (widok na perony), 2021
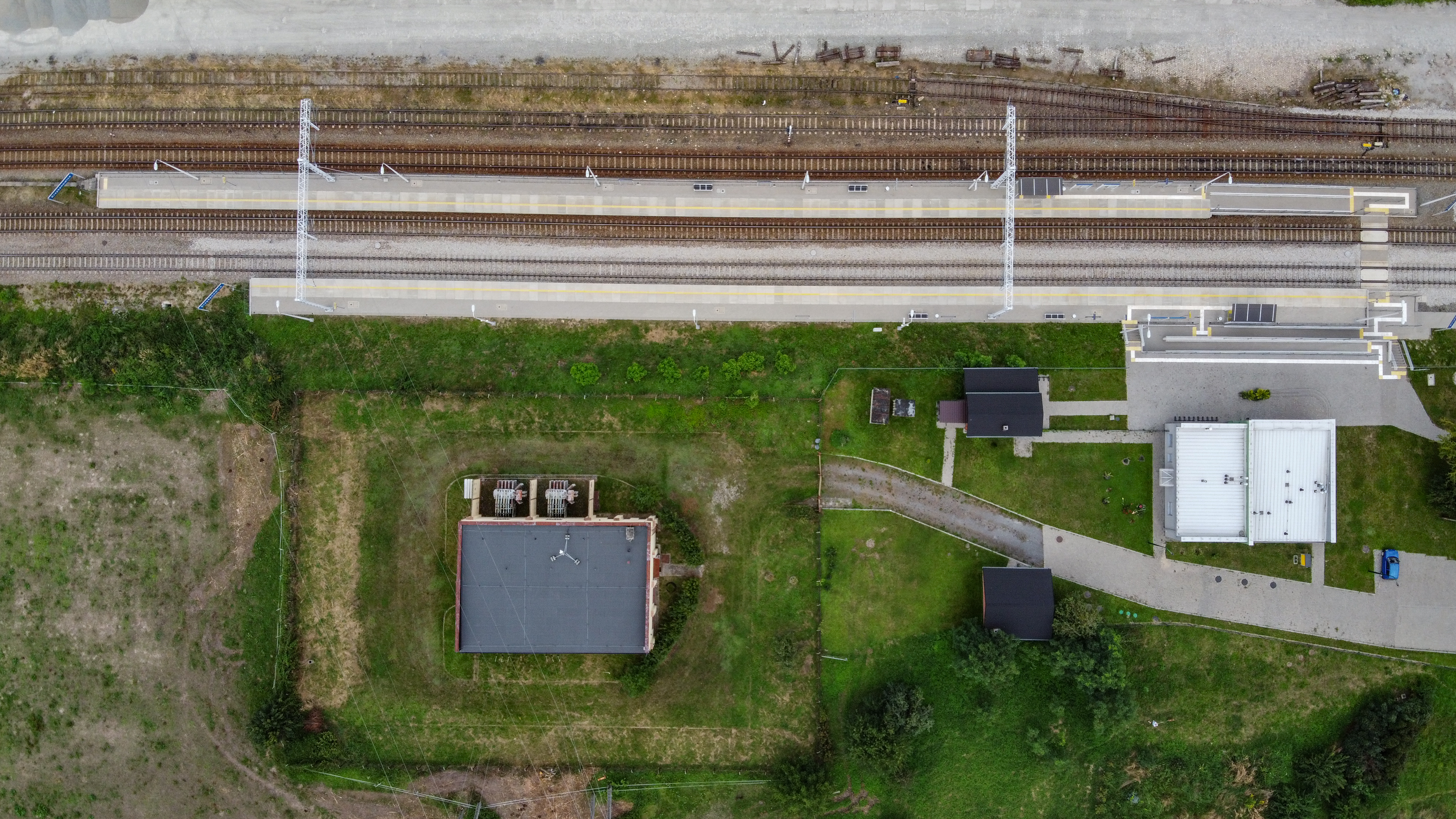
Krzyżanowice (widok od góry), 2021